# Bamshad
Bamshad (in persiano: بامشاد) (fl. VII secolo) è stato un musicista persiano del VII secolo, uno dei quattro più famosi e abili (con Barbad, Nagisa, Sarkash e Ramtin), che visse in Persia, durante la dinastia sasanide, ai tempi del re Cosroe II (591-628). Il suo nome deriva dalla sua caratteristica di suonare la musica all'alba ogni mattina: "bam" e "shad" significano "alba" e "felicità".
Il lessico persiano, ad esempio Dehḵodā di Loḡat-nāma, lo descrive come un musicista molto noto paragonandolo a Barbad. Viene inoltre menzionato in un poema del poeta persiano Manūčehrī.